# Luís Kandjimbo
Luís Kandjimbo    (Benguela, 3 de Janeiro de 1960) é ensaísta, filósofo, crítico literário e escritor angolano. Integra a denominada Geração literária de 80 ou Geração das Incertezas, tendo sido fundador do Grupo Literário Ohandanji que surgiu em Luanda, em 1984.  É investigador do Instituto de Estudos Literários e Tradição da Faculdade de Ciências Sociais e Humanas da Universidade Nova de Lisboa. Foi membro do Comité Científico Internacional da Unesco para a Redação dos volumes IX, X e XI da Historia Geral de África. 
É doutorado em Estudos de Literatura pela Universidade Nova de Lisboa e possui o Mestrado em Filosofia Geral pela mesma universidade.

## Obra
Além da colaboração dispersa em diversas publicações angolanas e estrangeiras (Alemanha, Áustria, Brasil, Espanha, Estados Unidos da América, França, Moçambique, Nigéria e Portugal), publicou:
- Apuros de Vigília (Ensaio e Crítica), UEA, 1988;
- Apologia de Kalitangi (Ensaio e Crítica), Luanda, INALD, 1997;
- A Estrada da Secura (Poesia) (Menção Honrosa do Prémio Sonangol de Literatura), Luanda, União dos Escritores Angolanos, 1997;
- O Noctívago e Outras Estórias de um Benguelense (Contos) Luanda, Nzila, 2000;
- De Vagares a Vestígios (Poesia), Luanda, INIC, 2000;
- Ideogramas de Ngandji (ensaio), Novo Imbondeiro, Lisboa, 2003;
- Ensaios para a Inversão do Olhar. Da Literatura Angolana à Literatura Portuguesa, Luanda, Mayamba Editora, 2011;
- Ideogramas de Ngandji. Ensaio de Leituras & Paráfrases, 2ª edição, Triangularte Editora, Luanda, 2013;
- Acasos & Melomanias Urbanas (Estórias), Editora Acácias, Luanda 2018;
- Alumbu. O Cânone Endógeno no Campo Literário Angolano. Para uma Hermenêutica Cultural, Mayamba Editora, Luanda, 2019.
- Filosofemas Africanos. Ensaio sobre a Efetividade do Direito à Filosofia, Ancestre Editora, Sergipe, 2021.